# Ochthebius subviridis
Ochthebius subviridis är en skalbaggsart som beskrevs av Ienistea 1988. Ochthebius subviridis ingår i släktet Ochthebius och familjen vattenbrynsbaggar. Inga underarter finns listade i Catalogue of Life.